# HD 98649
HD 98649 — звезда в созвездии Чаши на расстоянии около 131 светового года от нас. Вокруг звезды обращается, как минимум, одна планета.

## Характеристики
HD 98649 — звезда восьмой видимой звёздной величины; впервые в астрономической литературе упоминается в каталоге Генри Дрейпера, изданном в начале XX века. Это жёлтый карлик, имеющий массу и радиус, практически идентичные солнечным. Температура поверхности HD 98649 составляет около 5759 кельвинов. Светимость звезды равна 0,86 солнечной. Возраст звезды оценивается приблизительно в 2,3 миллиарда лет.

## Планетная система
В 2011 году группой астрономов, работающих со спектрографом CORALIE, было объявлено об открытии планеты HD 98649 b в системе. Это газовый гигант, имеющий массу, равную 6,8 массы Юпитера. Планета обращается по сильно вытянутой эллиптической орбите на расстоянии 5,6 а.е. от родительской звезды, совершая полный оборот за 4951 сутки. Открытие планеты было совершено методом доплеровской спектроскопии.